# Castlevania Advance Collection
Castlevania Advance Collection es un paquete de compilación que incluye los tres videojuegos de la saga Castlevania comercializados originalmente en el sistema portátil Game Boy Advance desde 2001 hasta 2003: Castlevania: Circle of the Moon, Castlevania: Harmony of Dissonance y Castlevania: Aria of Sorrow. También incluye al videojuego Castlevania: Dracula X, que se comercializó originalmente en 1995 para Super Nintendo Enteratinment System (SNES). La colección se distribuyó de manera internacional para Nintendo Switch, PC (a través del servicio Steam) y PlayStation 4 el 23 de septiembre de 2021 y en Xbox One el 24 de septiembre de 2021.

## Lista de videojuegos
- Castlevania: Dracula X (estrenado originalmente para SNES en 1995)
- Castlevania: Circle of the Moon (estrenado originalmente para GBA en 2001)
- Castlevania: Harmony of Dissonance (estrenado originalmente para GBA en 2002)
- Castlevania: Aria of Sorrow (estrenado originalmente para GBA en 2003)

## Características
- Enciclopedia
- Galería
- Trofeos
- Reproductor de música
- Guardado rápido/carga rápida
- Grabar/reproducir
- Función de rebobinado
- Selección de la región ROM para todos los videojuegos (americana, europea, japonesa)
- Configuración de sonido (opción para configurar sonido de alta calidad: cambia la frecuencia y la tasa de bits que se escuchan en el hardware original)

## Desarrollo
El 18 de junio de 2021, la Junta de Clasificación de Australia (ACB) publicó una calificación para una aplicación realizada por Konami Digital Entertainment titulada "Castlevania Advance Collection" (número de clasificación # 293491). El producto recibió una calificación de "M" y se declaró que era multiplataforma.
El 25 de junio de 2021, el Comité de Administración y Clasificación de Juegos de Corea publicó una calificación para una aplicación hecha por H2 Interactive Co., Ltd. para "Castlevania Advance Collection" para PC. El producto fue calificado para "12 años [+]".
El 22 de septiembre de 2021, el Comité de Calificación de Juegos Digitales de Taiwán publicó una calificación para una aplicación hecha por Konami Digital Entertainment para "Castlevania Advance Collection". El producto fue clasificado como "PG-12" y se declaró para Nintendo Switch, PC, PlayStation 4 y Xbox One. Además, la calificación indicaba que los títulos que cubría eran Castlevania: Circle of the Moon, Castlevania: Harmony of Dissonance, Castlevania: Aria of Sorrow y Castlevania: Dracula X. Esta calificación también incluía una imagen con parte de la portada de Castlevania: Circle of the Moon, así como el logotipo del título.
El 23 de septiembre de 2021, el Entertainment Software Rating Board (ESRB) publicó una calificación para una aplicación hecha por Konami Digital Entertainment para "Castlevania Advance Collection". El producto fue calificado como "T" (Adolescente) y se dijo que era para Nintendo Switch, PC, PlayStation 4 y Xbox One.
También el 23 de septiembre, durante el Nintendo Direct de septiembre, Castlevania Advance Collection se anunció oficialmente para Nintendo Switch y se estrenó el mismo día. En el sitio web oficial, se menciona que también llegaría a Steam, PlayStation 4/5 y Xbox One/Series X/S.
Un paquete que incluye Castlevania Advance Collection y GetsuFumaDen: Undying Moon estuvo disponible en Steam el 17 de febrero de 2022.